# Mittelangeln
Mittelangeln är en kommun i Kreis Schleswig-Flensburg i förbundslandet Schleswig-Holstein i Tyskland. Kommunen bildades 1 mars 2013 genom en sammanslagning av de tidigare kommunerna Satrup, Havetoftloit och Rüde.
Kommunen ingår i kommunalförbundet Amt Mittelangeln tillsammans med ytterligare två kommuner.